# Gmina Brzesko
Die Gmina Brzesko (anhörenⓘ [ˈbʒɛskɔ]) ist eine Stadt-und-Land-Gemeinde im Powiat Brzeski der Woiwodschaft Kleinpolen in Polen. Sitz des Powiats und der Gemeinde ist die gleichnamige Stadt mit etwa 17.000 Einwohnern.

## Geografie
Die Gemeinde liegt ca. 40 km östlich von Krakau und 25 km westlich von Tarnów. Zu den Gewässern gehört der Fluss Uszwica.
Die Gemeinde hat eine Flächenausdehnung von 102,57 km², davon werden 67 Prozent land- und 18 Prozent forstwirtschaftlich genutzt.

## Geschichte
Von 1975 bis 1998 gehörte die Gemeinde zur Woiwodschaft Tarnów.
Partnerschaften
Zu folgenden Städten und Gemeinde bestehen Partnerschaftsabkommen:
- Langenenslingen, Deutschland
- Százhalombatta, Ungarn
- Szovata, Rumänien

## Gliederung
Zur Stadt-und-Land-Gemeinde Brzesko gehören die namensgebende Stadt und neun Schulzenämter (sołectwa):
Bucze, Jadowniki, Jasień, Mokrzyska, Okocim, Poreba Spytkowska, Sterkowiec, Szczepanów und Wokowice.

## Wirtschaft und Verkehr
Durch die Gemeinde und ihren Hauptort verlaufen die Landesstraßen DK 4 und DK 75. In der Stadt beginnt die Woiwodschaftsstraße DW 768.
Durch Brzesko verläuft die Bahnstrecke von Krakau nach Przemyśl an der Grenze zur Ukraine.

## Bildung
Die Gemeinde verfügt über 14 Kindergärten, elf Grundschulen, vier Mittelschulen, zwei Schulzentren mit Grund- und Mittelschule und eine nicht staatliche Hochschule. (Stand 2008)

## Persönlichkeiten
- Stanislaus von Krakau (1030–1079), Bischof von Krakau und Nationalheiliger; geboren in Szczepanów
- Julian Nowak (1865–1946), Bakteriologe und Ministerpräsident; geboren in Okocim
- Władysław Orlicz (1903–1990), Mathematiker; geboren in Okocim